# Зебалоус
Зебалоус (англ. Zeballos) — село в Канаді, у провінції Британська Колумбія, у складі регіонального округу Страткона.

## Населення
За даними перепису 2016 року, село нараховувало 107 осіб, показавши скорочення на 14,4%, порівняно з 2011-м роком. Середня густина населення становила 68,7 осіб/км².
З офіційних мов обидвома одночасно володіли 5 жителів, тільки англійською — 95. Усього 10 осіб вважали рідною мовою не одну з офіційних.
Працездатне населення становило 78,9% усього населення, рівень безробіття — 13,3%.
36,8% мешканців мали закінчену шкільну освіту, не мали закінченої шкільної освіти — 15,8%, 47,4% мали післяшкільну освіту, з яких 22,2% мали диплом бакалавра, або вищий.
| Статево-вікова структура населення | Статево-вікова структура населення | Статево-вікова структура населення | Статево-вікова структура населення | Статево-вікова структура населення |
| ---------------------------------- | ---------------------------------- | ---------------------------------- | ---------------------------------- | ---------------------------------- |
|                                    |                                    |                                    |                                    |                                    |
| Всього                             | Всього                             | 52,4%47,6%                         |                                    |                                    |
| 0 — 14 років                       | 0 — 14 років                       |                                    | 4,8%                               | 4,8%                               |
| 15 — 64 років                      | 15 — 64 років                      |                                    | 71,4%                              | 71,4%                              |
| 65 і більше                        | 65 і більше                        |                                    | 23,8%                              | 23,8%                              |
| Середній вік (років)               | Середній вік (років)               | 48,148,2                           | 48,1                               | 48,1                               |
| Медіана (років)                    | Медіана (років)                    | 50,955,5                           | 52,8                               | 52,8                               |
| — чоловіки — жінки                 |                                    |                                    |                                    |                                    |

| Походження мешканців:     | Походження мешканців:     | Походження мешканців: | Походження мешканців: | Походження мешканців: |
| ------------------------- | ------------------------- | --------------------- | --------------------- | --------------------- |
| Походження                |                           |                       | осіб                  | %                     |
| Корінні американці        | Корінні американці        |                       | 20                    | 21.05%                |
| Інше північноамериканське | Інше північноамериканське |                       | 0                     | 0%                    |
| Європейське               | Європейське               |                       | 70                    | 73.68%                |
| британське                | британське                |                       | 45                    | 47.37%                |
| французьке                | французьке                |                       | 10                    | 10.53%                |
| Азійське                  | Азійське                  |                       | 10                    | 10.53%                |

## Клімат
Середня річна температура становить 8,4°C, середня максимальна – 18,1°C, а середня мінімальна – -1,5°C. Середня річна кількість опадів – 3 450 мм.
| Клімат поселення                              | Клімат поселення | Клімат поселення | Клімат поселення | Клімат поселення | Клімат поселення | Клімат поселення | Клімат поселення | Клімат поселення | Клімат поселення | Клімат поселення | Клімат поселення | Клімат поселення | Клімат поселення |
| Показник                                      | Січ.             | Лют.             | Бер.             | Квіт.            | Трав.            | Черв.            | Лип.             | Серп.            | Вер.             | Жовт.            | Лист.            | Груд.            |                  |
| Середній максимум, °C                         | 7,29             | 8,30             | 9,18             | 11,21            | 13,77            | 16,29            | 17,58            | 18,06            | 15,67            | 11,70            | 7,58             | 5,42             |                  |
| Середня температура, °C                       | 2,89             | 3,89             | 4,79             | 6,81             | 9,38             | 11,92            | 15,01            | 15,50            | 13,11            | 9,14             | 5,01             | 2,86             |                  |
| Середній мінімум, °C                          | −1,5             | −0,52            | 0,38             | 2,41             | 4,97             | 7,51             | 12,44            | 12,94            | 10,56            | 6,58             | 2,45             | 0,29             |                  |
| Норма опадів, мм                              | 494              | 308              | 305              | 238              | 158              | 128              | 80               | 119              | 153              | 413              | 564              | 490              |                  |
| Середньомісячна швидкість вітру, м/с          | 5.20             | 4.85             | 4.45             | 4.23             | 3.90             | 3.72             | 3.53             | 3.30             | 3.41             | 4.20             | 5.00             | 5.09             |                  |
| Середньомісячна сонячна радіація, кДж/м²·день | 2911             | 5568             | 9316             | 13816            | 17774            | 18908            | 19524            | 16680            | 12141            | 6580             | 3291             | 2257             |                  |
| --------------------------------------------- | ---------------- | ---------------- | ---------------- | ---------------- | ---------------- | ---------------- | ---------------- | ---------------- | ---------------- | ---------------- | ---------------- | ---------------- | ---------------- |
| Джерело:                                      |                  |                  |                  |                  |                  |                  |                  |                  |                  |                  |                  |                  |                  |